# Ficaria fascicularis
Ficaria fascicularis är en ranunkelväxtart som beskrevs av Karl Koch 1841. Ficaria fascicularis ingår i släktet Ficaria, och familjen ranunkelväxter. Inga underarter finns listade i Catalogue of Life.

## Bilder

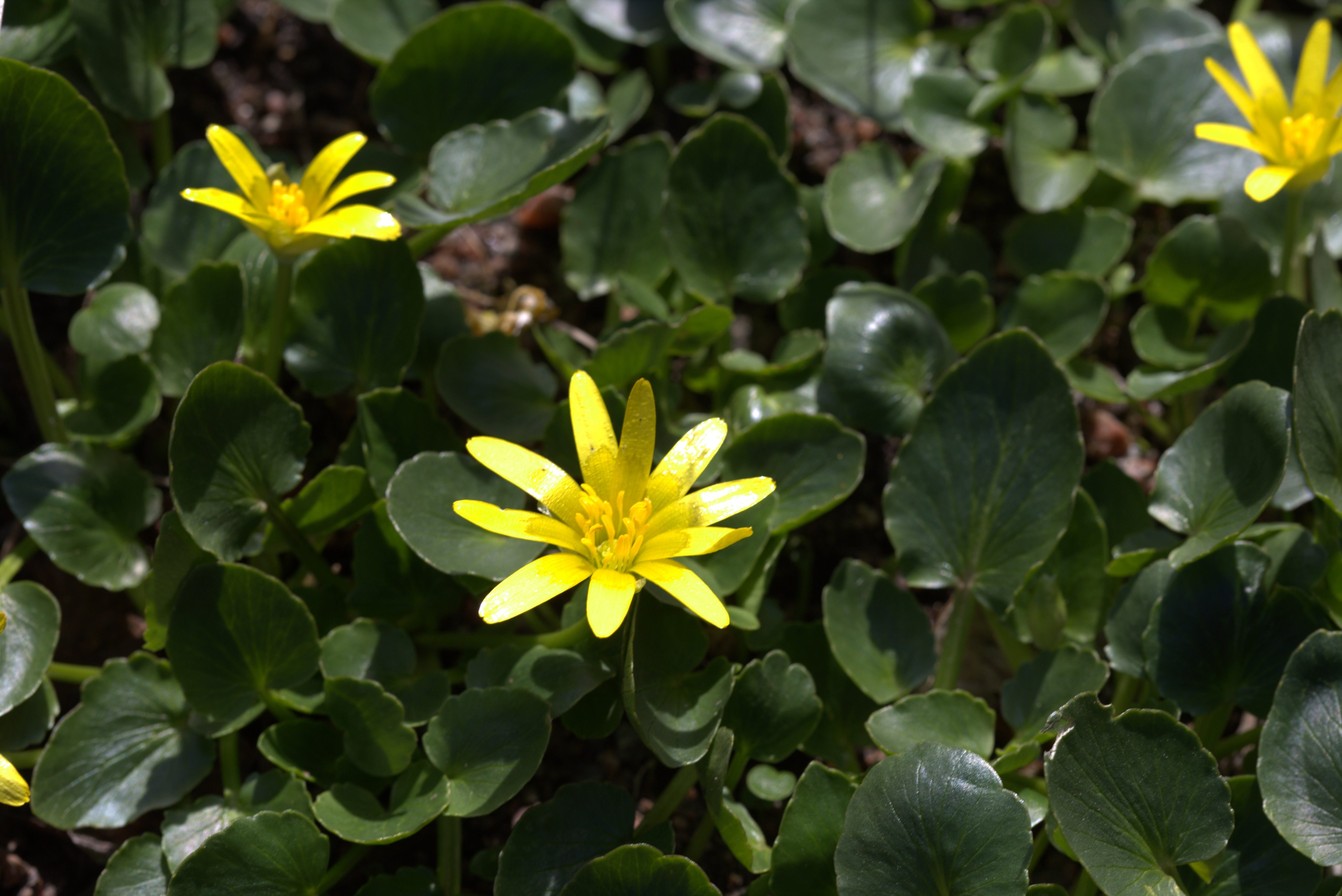
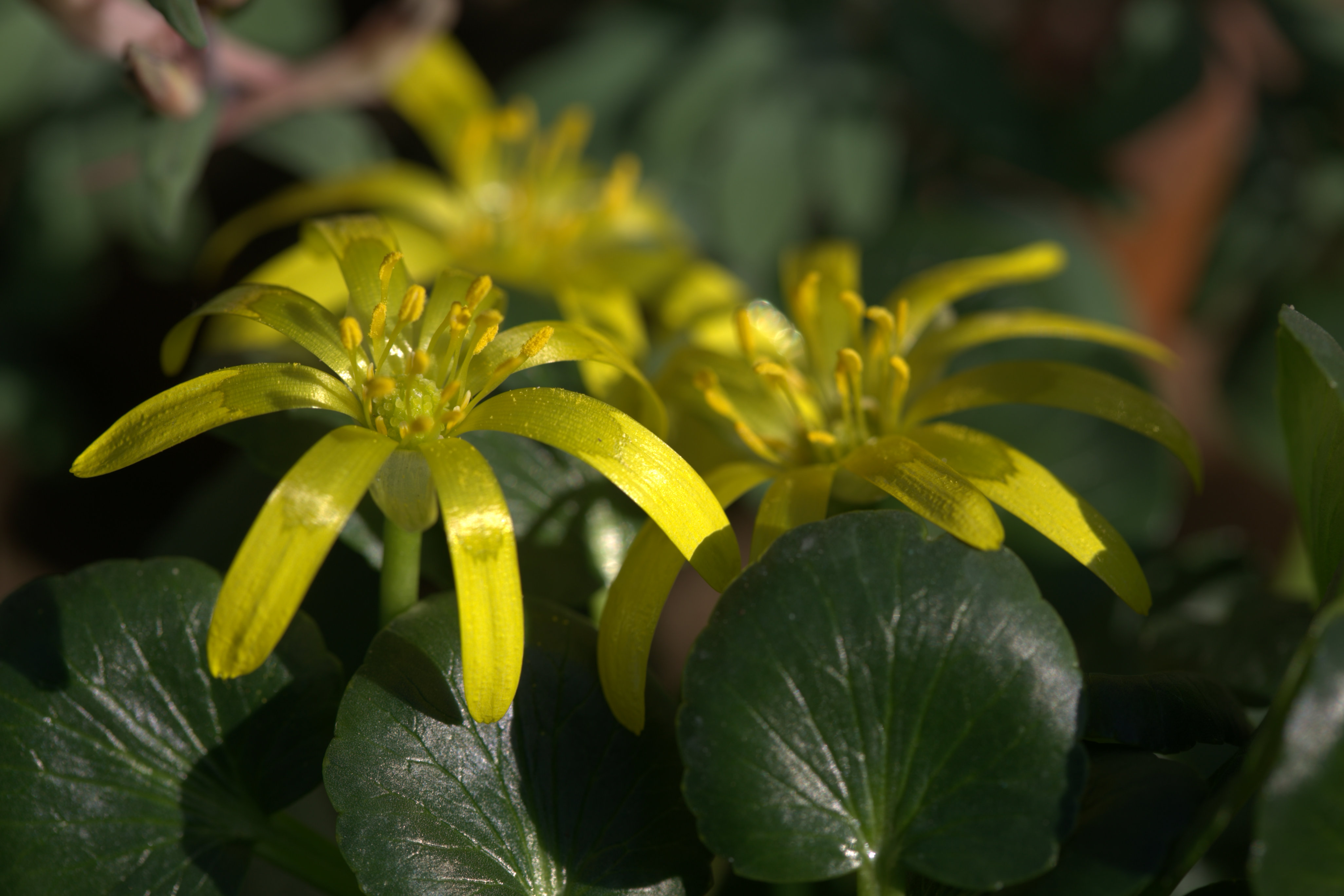